# Cancer (tijdschrift)
Cancer is een internationaal, aan collegiale toetsing onderworpen wetenschappelijk tijdschrift op het gebied van de oncologie. Het wordt uitgegeven door Wiley-Blackwell namens de American Cancer Society. Het tijdschrift is opgericht in 1948 en verschijnt 24 keer per jaar.